# Panachaiki
Panachaiki Gymnastiki Enosi (PGE) ist ein griechischer Sportverein aus Patras, der 1891 gegründet wurde. Die Fußball- sowie die Leichtathletiksektion, die zahlreiche olympische Medaillen gewonnen hat, sind die erfolgreichsten. Weitere Sektionen sind Volleyball, Basketball und Boxen.
Der Vorzeigespieler des Vereins war Kostas Davourlis, der Kapitän der Mannschaft, die in den 1970er Jahren die Fußballfans in Griechenland verblüffte. Ihre beste Platzierung in der ersten Liga erreichte sie 1973 mit dem vierten Rang, der zu der Teilnahme am UEFA-Pokal 1973/74 berechtigte. Die Mannschaft schied in der zweiten Runde gegen den FC Twente Enschede aus.

## Fußballtrainer
- Dezső Bundzsák (1983–1984)
- Ange Postecoglou (2008)

## Fußballspieler
- Raymond Kalla (1995–1998)
- Konstantinos Katsouranis (1996–2002)
- Walter Wagner (1980–1981)

## Bedeutende ehemalige Athleten
- Nikolaos Andriakopoulos
- Antonios Pepanos
- Stefanos Christopoulos
- Louis Zutter
- Dimitrios Tofalos
- Themistoklis Diakidis
- Konstantinos Kozanitas
- Alexandros Nikolaidis